# Ban (Einheit)
Das Ban (Einheitenzeichen: ban, b) ist eine heute nicht mehr gebräuchliche dimensionslose Maßeinheit für die Datenmenge. Es wird auch als Hartley (Symbol: Hart) oder als Dit (Symbol: dit, Wortkreuzung aus decimal und digit; deutsch wörtlich: Dezimalziffer) bezeichnet. Eine Informationsmenge von n ban benötigt n Dezimalziffern zur Darstellung oder Übertragung.

## Herkunft
Das Ban wurde während des Zweiten Weltkrieges im Jahre 1940 durch den englischen Mathematiker und Kryptologen Alan Turing zusammen mit seinem Kollegen Irving John Good bei ihrer kryptanalytischen Arbeit an deutschen Verschlüsselungsverfahren, wie der Rotor-Schlüsselmaschine Enigma, insbesondere zur Kryptanalyse der von der deutschen Kriegsmarine benutzten Enigma-M4, im englischen Bletchley Park ersonnen. Der Name der Informationseinheit wurde angeregt durch die englische Stadt Banbury, die in der Nähe von Bletchley liegt, und in der für die Codeknacker (englisch: codebreakers) wichtige Hilfsmittel, die sogenannten Banbury sheets (deutsch: „Banbury-Blätter“) hergestellt wurden.
Die alternative Bezeichnung Hartley dieser Einheit beruht auf dem Namen eines der Begründer der Informationstheorie, dem US-amerikanischen Elektroingenieur Ralph Hartley.

## Definition
Das Ban als dimensionslose Informationseinheit ist definiert als der dekadische Logarithmus (lg = Logarithmus zur Basis Zehn) des Verhältnisses zweier Datenmengen {\displaystyle P} und {\displaystyle P_{0}}:
{\displaystyle L=\lg {\frac {P}{P_{0}}}\,\mathrm {ban} }
Üblicherweise wird die Datenmenge {\displaystyle P_{0}} zu 1 gesetzt (Referenzdatenmenge) und aus praktischen Gründen – ähnlich wie bei der verwandten Einheit Bel – statt mit der Einheit selbst mit einem Zehntel davon gearbeitet. Unter Verwendung des Einheitenvorsatzes Dezi (einem Zehntel) wird aus ban so Deziban mit der Abkürzung db (nicht zu verwechseln mit der Abkürzung dB für Dezibel). Die Definitionsgleichung vereinfacht sich somit zu:
| {\displaystyle L=10\lg P\,\mathrm {db} } |

Beispielsweise kann eine Datenmenge von Tausend nach
{\displaystyle L=10\lg(1000)\,\,\mathrm {db} =30\,\mathrm {db} }
als 30 db angegeben werden.

## Umrechnung in Bit
Das Ban als Informationseinheit ist historisch älter als das heute gebräuchlichere Bit (Wortkreuzung aus binary digit; deutsch wörtlich: Binärziffer), das mithilfe des Zweierlogarithmus ld (Logarithmus zur Basis 2; Abkürzung stammt von lateinisch: logarithmus dualis) gebildet wird:
{\displaystyle L=\mathop {\mathrm {ld} } \,P\,\mathrm {bit} }
Aus der Identität {\displaystyle L=\mathop {\mathrm {ld} } \,P\,\mathrm {bit} =10\lg P\,\mathrm {db} } ergibt sich die Umrechnung zwischen Bit und Deziban (z. B. für P = 2) wie folgt:
{\displaystyle 1\,\mathrm {bit} =10\lg(2)\,\mathrm {db} \approx \ 3{,}010\,\mathrm {db} }
Die oben als Beispiel betrachtete Datenmenge von Tausend entspricht folglich
{\displaystyle L\approx {\frac {30\,\mathrm {db} }{3{,}010\,{\mbox{db}}}}\,\mathrm {bit} \approx 9{,}966\,\mathrm {bit} ,}
also knapp 10 bit. 10 bit entsprechen exakt 1024.

## Bedeutung
Die Einheit Ban ist aus heutiger Sicht vor allem von historischer Bedeutung. Die beiden Briten Turing und Good benutzten sie, Jahre bevor der Amerikaner Claude Shannon das Bit auf der Grundlage des Binärsystems einführte. Wegen der überragenden Bedeutung, die in unserer Zeit das duale Stellenwertsystem aufgrund der Binärdarstellung von Zahlen in der Computer-Technologie hat, wird heute fast ausschließlich das Bit benutzt, und die Einheit Ban ist mehr und mehr in Vergessenheit geraten. Es gebührt ihr aber das Verdienst, die historisch ältere Einheit der Datenmenge zu sein.